# Kvarnsjön (Ängersjö socken, Hälsingland)
Kvarnsjön är en sjö i Härjedalens kommun i Hälsingland och ingår i Ljusnans huvudavrinningsområde. Sjön har en area på 1,16 kvadratkilometer och ligger 393,1 meter över havet. Sjön avvattnas av vattendraget Kvarnån.

## Delavrinningsområde
Kvarnsjön ingår i det delavrinningsområde (687219-145513) som SMHI kallar för Utloppet av Kvarnsjön. Medelhöjden är 412 meter över havet och ytan är 6,53 kvadratkilometer. Räknas de 9 avrinningsområdena uppströms in blir den ackumulerade arean 53,4 kvadratkilometer. Kvarnån som avvattnar avrinningsområdet har biflödesordning 3, vilket innebär att vattnet flödar genom totalt 3 vattendrag innan det når havet efter 193 kilometer. Avrinningsområdet består mestadels av skog (74 procent). Avrinningsområdet har 1,15 kvadratkilometer vattenytor vilket ger det en sjöprocent på 17,6 procent.